# Stafford Motor Car Company
Stafford Motor Car Company war ein US-amerikanischer Hersteller von Automobilen.

## Unternehmensgeschichte
Terry Stafford hatte bereits zwischen 1898 und 1902 drei Prototypen hergestellt. Ab 1903 war er Superintendent der Smith Automobile Company. Mitte 1908 verließ es dieses Unternehmen.
Im gleichen Jahr gründete er sein eigenes Unternehmen. Der Sitz war zunächst in Topeka in Kansas. Er begann mit der Produktion von Automobilen. Der Markenname lautete Stafford. 1910 verlegte er den Sitz nach Kansas City, ebenfalls in Kansas. Im August 1915 endete die Produktion. Insgesamt entstanden 499 Fahrzeuge.

## Fahrzeuge
Die Fahrzeuge hatten einen selbst entwickelten Vierzylindermotor mit Wasserkühlung. Ungewöhnlich war die OHC-Ventilsteuerung. Bis 1911 hatten die Motoren 104,775 mm Bohrung und 111,125 mm Hub, woraus sich 3832 cm³ Hubraum ergab. Für 1912 und 1913 sind 117,475 mm Hub und 4051 cm³ Hubraum überliefert. 1914 wurde die Bohrung auf 107,95 mm und der Hub auf 130,175 mm erhöht. Das entsprach 4766 cm³ Hubraum. Die Motorleistung war immer mit 30 PS angegeben. Üblich war der Kardanantrieb.
Das Fahrgestell hatte bis 1914 immer 284 cm Radstand. 1914 wurde er geringfügig auf 292 cm verlängert. Die Aufbauten waren in den meisten Fällen offene Tourenwagen mit fünf Sitzen. Daneben gab es einen Roadster.
Harry S. Truman fuhr einige Jahre einen Stafford von 1913.